# Dedo de Galilea

Un boceto con partes montañosas marcadas de Galilea y su "dedo" a la derecha

El Dedo de Galilea (en hebreo: אצבע הגליל‎, romanizado: Etzba HaGalil), es un área geopolítica alargada en el norte de Israel que comprende la sección más al norte de la Alta Galilea, y el norte Valle del Rift del Jordán. Etzba HaGalil contiene cinco autoridades municipales, . las que incluyen Metula y Kiryat Shmona.
El sitio antiguo de Tel Dan se encuentra en Etzba HaGali.

## Geografía

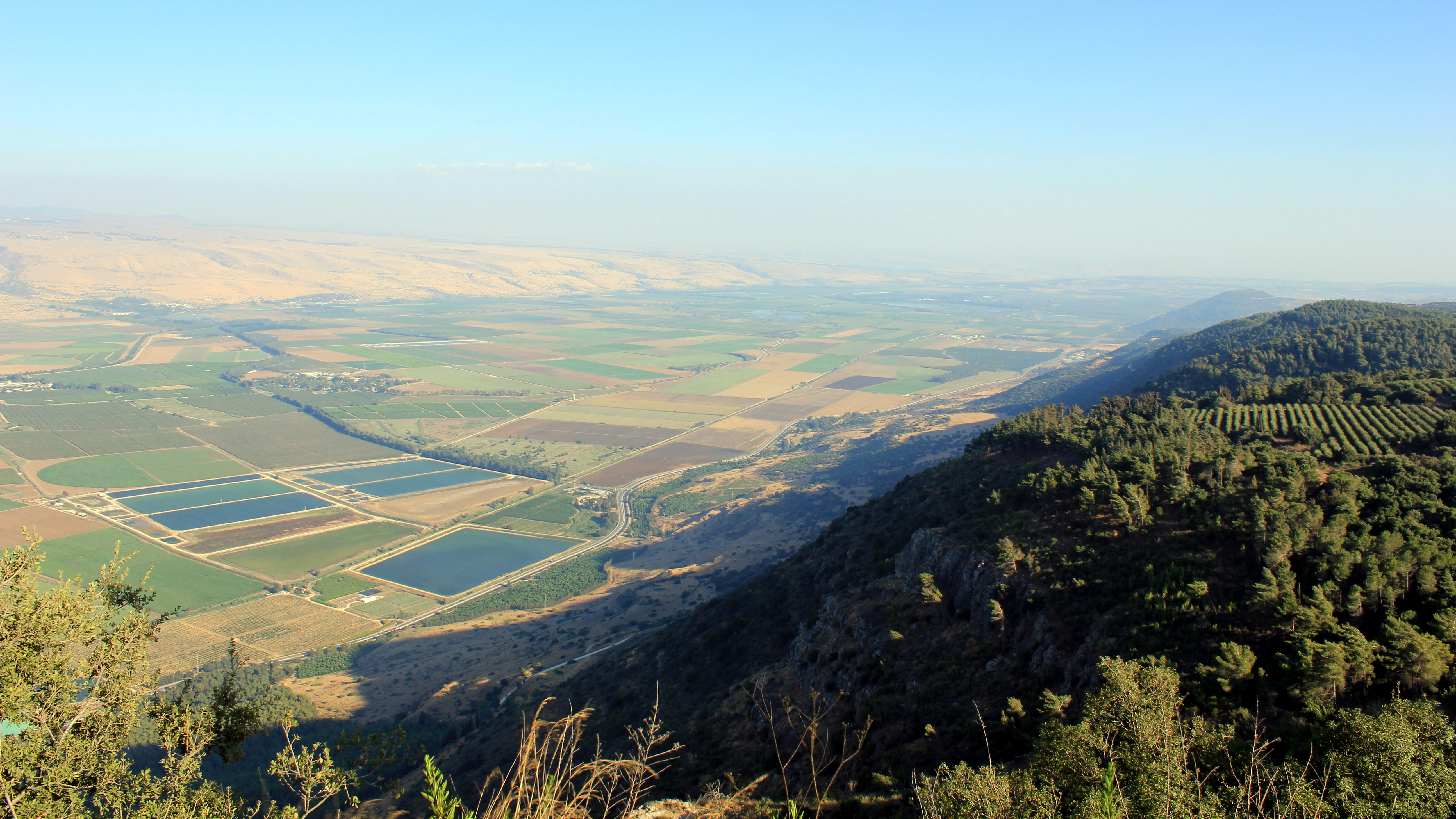
Vista desde el acantilado de Manara

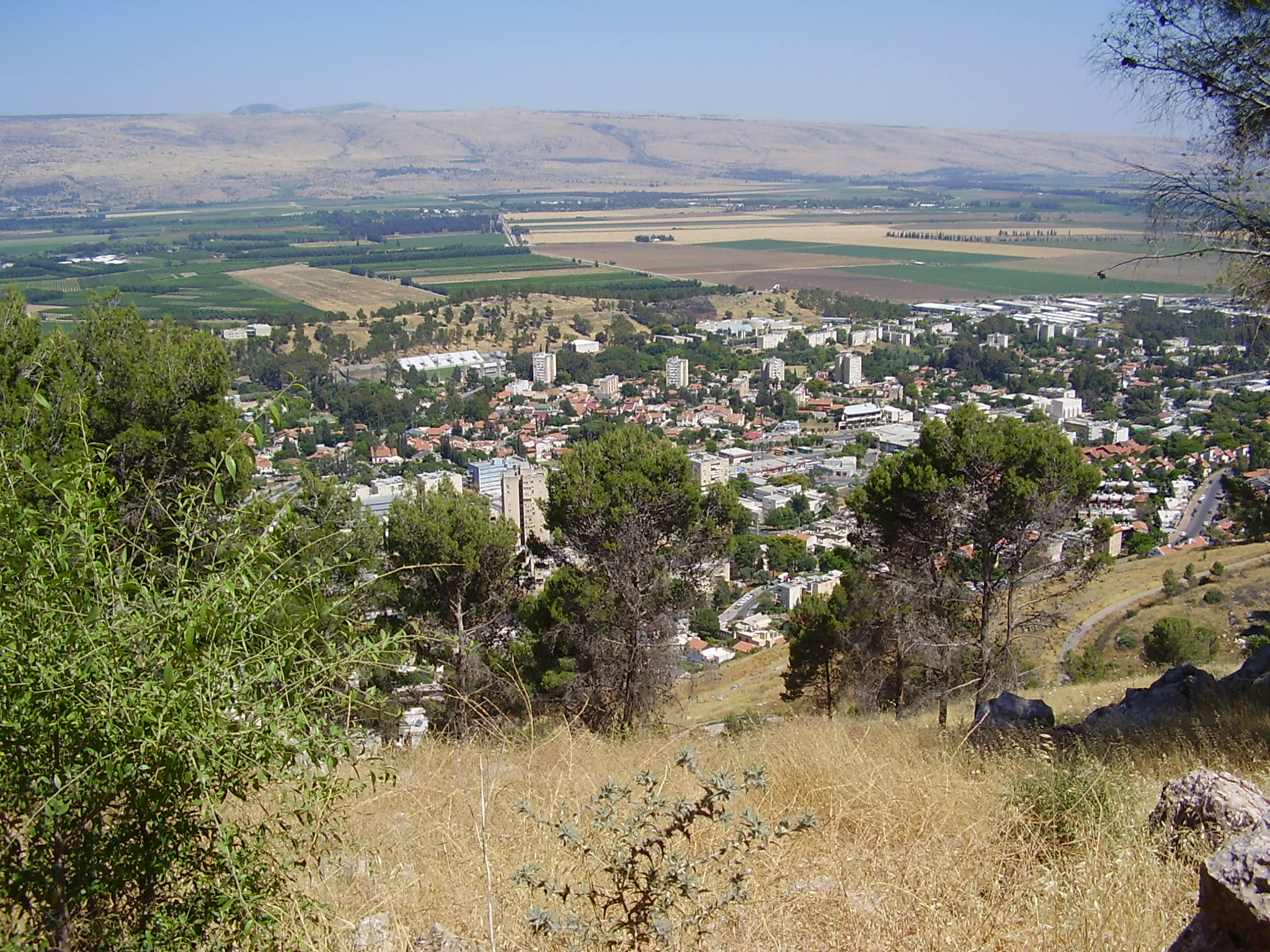
Vista de Kiryat Shmona desde Mitzpe Liran

El Dedo de Galilea es una estrecha franja de tierra que va desde la frontera entre Israel y el Líbano en el extremo norte hasta una línea imaginaria debajo del valle de Jule, aproximadamente entre los kibbutzim Malkia y Gonen, en el sur. 

## Historia
En 1920, el Tratado Sykes-Picot fue enmendado para transferir áreas de asentamientos judíos del territorio del Mandato Francés para Siria y Líbano al del Mandato Británico para Palestina. A partir de abril de 1924, el área quedó bajo control británico. Se llegó a un acuerdo que permitió el cultivo en ambos lados de la frontera con impuestos distribuidos entre las autoridades de los mandatos británico y francés. El límite era problemático, estratégica y políticamente, pero aprovechar las fuentes de agua en esta región era vital para el desarrollo del país.
Las incursiones transfronterizas y los ataques con cohetes desde el Líbano han sido un problema constante para las comunidades en la zona. En noviembre de 2011, se dispararon cohetes contra Israel, que aterrizaron cerca de la frontera. El incidente fue llamado "un peligroso recordatorio" de la guerra de 34 días en 2006 iniciada por las fuerzas del grupo terrorista Hezbolá, respaldadas por Irán y Siria.